# Verunglimpfung des Staates und seiner Symbole
Die Verunglimpfung des Staates und seiner Symbole oder Herabwürdigung des Staates und seiner Symbole beziehungsweise Tätliche Angriffe auf Hoheitszeichen sind Straftatbestände, die in vielen Ländern verfolgt werden. Sie bezeichnen sowohl die Beschädigung und Beleidigung des Staates und seiner anerkannten Staatssymbole als auch Handlungen gegen diese.

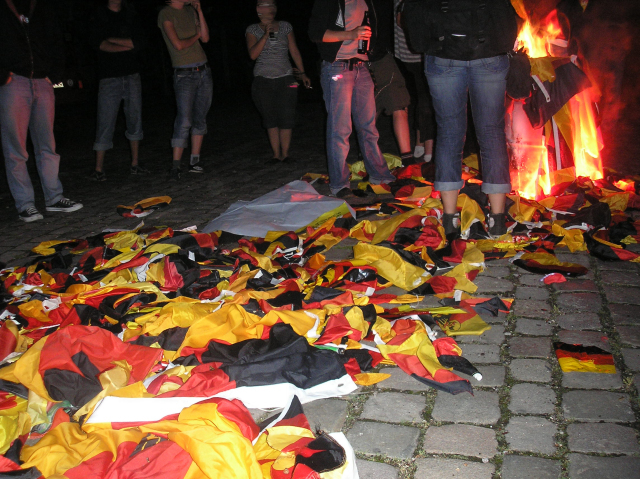
Die Flaggenverbrennung stellt in Deutschland eine Verunglimpfung des Staates und seiner Symbole dar (auf dem Bild durchgeführt von Unbekannten in Nürnberg)

## Rechtslage in Deutschland
In Deutschland ist die Verunglimpfung des Staates und seiner Symbole im § 90a StGB (bis 1968 § 96 a. F.) unter dem Titel Gefährdung des demokratischen Rechtsstaates unter Strafe gestellt, früher auch als Staatsverleumdung bezeichnet.
Gemäß § 74a Abs. 1 Nr. 2 Gerichtsverfassungsgesetz (GVG) ist für die Hauptverhandlung das Landgericht zuständig.

### Wortlaut
Verunglimpfung des Staates und seiner Symbole
1. die Bundesrepublik Deutschland oder eines ihrer Länder oder ihre verfassungsmäßige Ordnung beschimpft oder böswillig verächtlich macht oder
2. die Farben, die Flagge, das Wappen oder die Hymne der Bundesrepublik Deutschland oder eines ihrer Länder verunglimpft,
wird mit Freiheitsstrafe bis zu drei Jahren oder mit Geldstrafe bestraft.
(2) Ebenso wird bestraft, wer eine öffentlich gezeigte Flagge der Bundesrepublik Deutschland oder eines ihrer Länder oder ein von einer Behörde öffentlich angebrachtes Hoheitszeichen der Bundesrepublik Deutschland oder eines ihrer Länder entfernt, zerstört, beschädigt, unbrauchbar oder unkenntlich macht oder beschimpfenden Unfug daran verübt. Der Versuch ist strafbar.

### Tatbestand

#### Absatz 1 Nummer 1
Die Tatbestandsalternative des Absatz 1 Nummer 1 wird durch die Beschimpfung oder die böswillige Verächtlichmachung der Bundesrepublik Deutschland, der Bundesländer oder ihrer verfassungsmäßigen Ordnung erfüllt. Die Tat muss entweder öffentlich oder in einer Versammlung oder durch das Verbreiten von Schriften (im Sinne von § 11 Abs. 3 StGB) begangen werden. Der Schutzgegenstand der Vorschrift ist das Ansehen des Staates.
Beschimpfung ist dabei die durch Form oder Inhalt besonders verletzende Äußerung der Missachtung. Dazu zählt zum Beispiel die anlässlich des GSG-9-Einsatzes in Bad Kleinen aufgestellte Behauptung, Deutschland hätte 19 RAF-Mitglieder „ermordet“.
Eine Verächtlichmachung liegt vor, wenn etwas als der Achtung der Staatsbürger unwert bezeichnet und als unwürdig hingestellt wird. Böswillig ist die Verächtlichmachung, wenn sie trotz Kenntnis des Unrechts in feindseliger und verwerflicher Gesinnung geschieht. Als Beispiel kann ein Artikel des SRP-Parteiorgans Deutsche Opposition aus dem Jahr 1951 genannt werden, in dem die junge Bundesrepublik („Bonner Staatsgebilde“) mit einer „frisch gestrichenen Coca-Cola-Bude“ verglichen wurde.

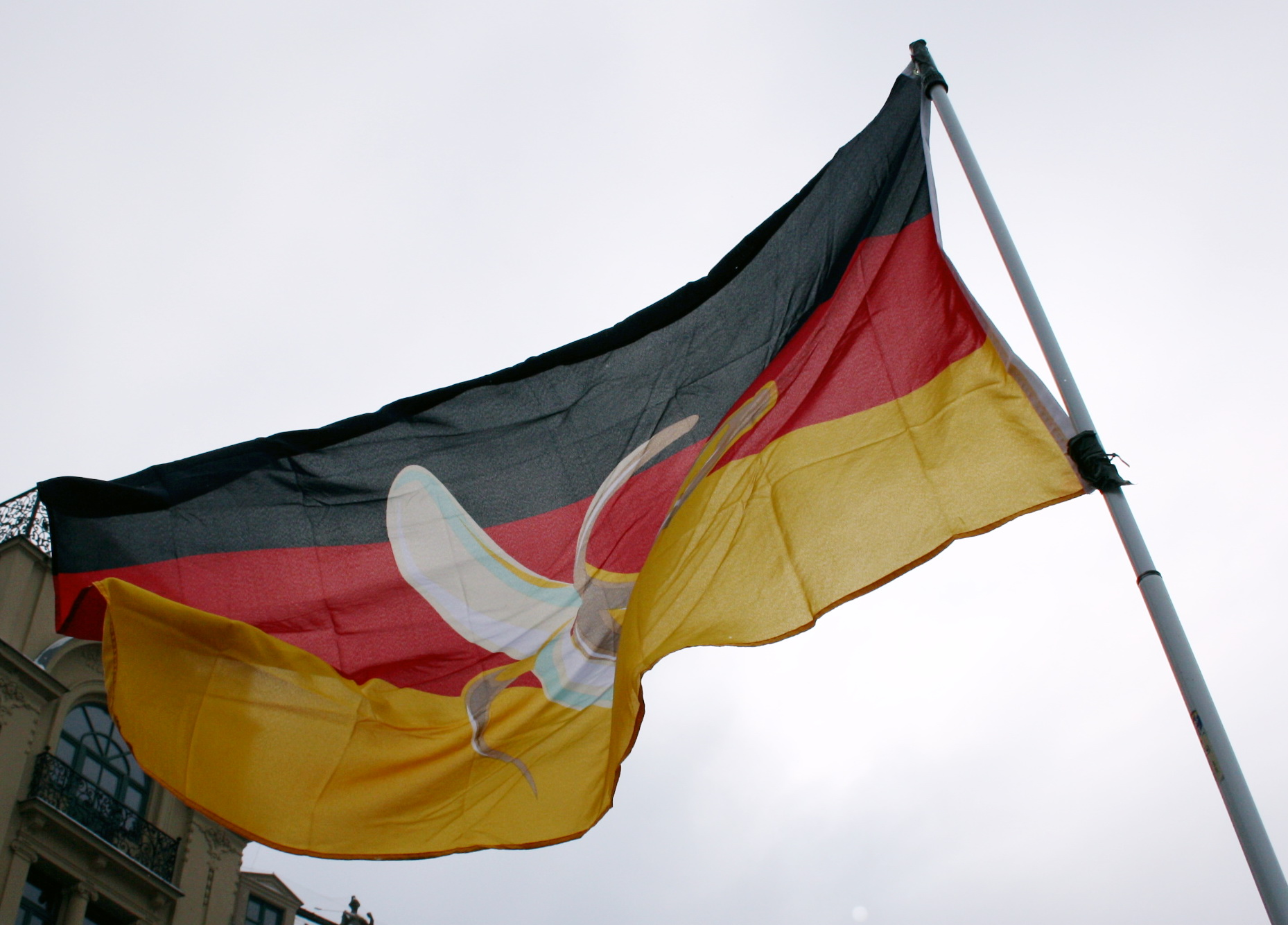
Von der Meinungsfreiheit gedeckt: Protestfahne
„BananenRepublik Deutschland“

#### Absatz 1 Nummer 2
Absatz 1 Nummer 2 schützt die Farben, die Flagge, das Wappen und die Hymne der Bundesrepublik sowie ihrer Länder vor Verunglimpfung. Strafbar sein können beispielsweise verhöhnende Nachdichtungen der Nationalhymne oder Verunstaltungen des Bundesadlers. Auch die Kunstfreiheit (Art. 5 Abs. 3 S. 1 GG) findet in § 90a StGB Schranken, so dass eine Bestrafung wegen der Verunglimpfung von Staatssymbolen nicht schon alleine deswegen ausgeschlossen ist, weil es sich dabei um eine künstlerische Betätigung handelt.
Auch eine Tathandlung gemäß Absatz 1 Nummer 2 muss öffentlich, in einer Versammlung oder durch das Verbreiten von Schriften begangen werden.

#### Absatz 2
Absatz 2 schützt zum einen die öffentlich gezeigte Flagge der Bundesrepublik und der Länder, zum anderen die von einer Behörde öffentlich angebrachten Hoheitszeichen der Bundesrepublik und der Länder. Geschützt sind auch Flaggen, die von Privatpersonen gezeigt werden, sofern dies in der Öffentlichkeit geschieht. Zu den Hoheitszeichen gehören etwa die am Gebäude der Behörde angebrachten Wappen, aber zum Beispiel auch die an der Dienstkleidung befestigten Kokarden.
Die Tat wird begangen, indem man die genannten Staatssymbole entfernt, zerstört, beschädigt, unbrauchbar oder unkenntlich macht oder beschimpfenden Unfug daran verübt. Beschimpfender Unfug ist dabei die für andere erkennbare Missachtung des Symbols in roher Weise, wie zum Beispiel das Umsägen des Fahnenmastes.

### Strafmaß
Die Tat wird mit Freiheitsstrafe bis zu drei Jahren oder mit Geldstrafe bestraft. Wenn sich der Täter durch die Tat absichtlich für Bestrebungen gegen den Bestand der Bundesrepublik Deutschland oder gegen Verfassungsgrundsätze eingesetzt hat, wird die Tat mit einer Freiheitsstrafe bis zu fünf Jahren oder Geldstrafe bestraft. Es handelt sich bei Straftaten gemäß § 90a StGB damit um ein Vergehen (§ 12 Abs. 2 StGB).
Die Tatgegenstände können gemäß § 92b StGB eingezogen werden. Falls der Täter zu einer Freiheitsstrafe von mindestens sechs Monaten verurteilt wird, kann außerdem als Nebenfolge gemäß § 92a StGB die Amtsfähigkeit, die Wählbarkeit und das Stimmrecht aberkannt werden.

## Rechtslage in Österreich
In Österreich ist die Herabwürdigung des Staates und seiner Symbole im § 248 StGB geregelt. Darüber hinaus ist das Delikt, obgleich nur ein Vergehen, gemäß § 31 Abs. 2 Z 2 StPO vor einem Geschworenengericht zu verhandeln.

### Wortlaut
Herabwürdigung des Staates und seiner Symbole

## Rechtslage in der Schweiz
In der Schweiz ist der Tätliche Angriff auf schweizerische Hoheitszeichen im Art. 270 Strafgesetzbuch geregelt. Dabei werden nur solche Straftaten geahndet, die gegen „ein von einer Behörde angebrachtes schweizerisches Hoheitszeichen“ begangen wurden.

### Wortlaut
Tätliche Angriffe auf schweizerische Hoheitszeichen